# E! People's Choice Awards
Gli E! People's Choice Awards (precedentemente noti come People's Choice Awards) sono un premio statunitense a suffragio popolare che si assegna ogni anno a gennaio e che premia, per diverse categorie, i migliori personaggi della stagione televisiva, cinematografica e musicale.
Di appartenenza dal 1975 al 2017 di CBS, i People's Choice Awards sono stati acquisiti nel 2018 da E! Entertainment Television. Nel dicembre 2017 è stato annunciato che la programmazione della cerimonia è stata spostata da gennaio a novembre (con la 44ª edizione programmata per l'11 novembre 2018).

## Premi attuali
La prima cerimonia del 1975 ha presentato 14 categorie. Nel 2016, sono stati assegnati premi in 65 categorie; negli anni sono state presentate diverse voci da premiare attraverso votazioni da parte degli spettatori.

### TV

#### Programmi
- Serie TV preferita
- Serie TV drammatica preferita
- Serie TV drammatica preferita (via cavo)
- Serie TV drammatica preferita (pay TV)
- Serie TV crime drama preferita
- Serie TV commedia preferita
- Serie TV commedia preferita (via cavo)
- Serie TV commedia preferita (pay TV)
- Serie TV sci-fi/fantasy preferita
- Serie TV sci-fi/fantasy preferita (via cavo)
- Serie TV sci-fi/fantasy preferita (pay TV)
- Serie d'animazione preferita
- Talent show preferito
- Nuova serie TV drammatica preferita
- Nuova serie TV commedia preferita

#### Recitazione
- Attore preferito in una serie TV (via cavo)
- Attrice preferita in una serie TV (via cavo)
- Attore preferito in una serie TV (pay TV)
- Attrice preferita in una serie TV (pay TV)
- Attore preferito in una serie TV drammatica
- Attrice preferita in una serie TV drammatica
- Attore preferito in una serie TV commedia
- Attrice preferita in una serie TV commedia
- Attore preferito in una serie TV crime drama
- Attrice preferita in una serie TV crime drama
- Attore preferito in una serie TV sci-fi/fantasy
- Attrice preferita in una serie TV sci-fi/fantasy
- Attore preferito in una nuova serie TV
- Attrice preferita in una nuova serie TV

#### Conduzione
- Conduttore preferito di un programma diurno
- Conduttore preferito di un talk show serale
- Gruppo di conduttori preferito di un programma diurno

### Cinema

#### Film
- Film preferito
- Film drammatico preferito
- Film commedia preferito
- Film d'azione preferito
- Film per famiglie preferito
- Film thriller preferito
- Film sci-fi/fantasy preferito
- Blockbuster preferito

#### Recitazione
- Attore preferito in un film
- Attrice preferita in un film
- Attore preferito in un film drammatico
- Attrice preferita in un film drammatico
- Attore preferito in un film commedia
- Attrice preferita in un film commedia
- Attore preferito in un film d'azione
- Attrice preferita in un film d'azione
- Voce preferita in un film d'animazione
- Icona cinematografica

### Musica
- Artista maschile preferito
- Artista femminile preferito
- Gruppo musicale preferito
- Artista emergente preferito
- Artista country maschile preferito
- Artista country femminile preferita
- Gruppo musicale country preferito
- Artista pop preferito
- Artista hip-hop preferito
- Artista R&B preferito
- Album preferito
- Canzone preferita

### Altri premi
- Social media celebrity preferita
- Social media star preferita
- YouTube star preferita
- Videogioco preferito
- Collaborazione comica preferita
- CBS.com ossessione digitale preferita